# نادي حبونا
نادي حبونا السعودي هو أحد أندية الدرجة الثالثة بمنطقة نجران ، تأسس النادي عام 1436 هجري .